# 945
Năm 945 là một năm trong lịch Julius.
Sự kiện
Cao Ly Định Tông lên ngôi, kế vị Cao Ly Huệ Tông.
Loạn 12 sứ quân từ năm 945 đến năm 968.